# 801 Helwerthia
801 Helwerthia è un asteroide della fascia principale del diametro medio di circa 33,23 km. Scoperto nel 1915, presenta un'orbita caratterizzata da un semiasse maggiore pari a 2,6055210 UA e da un'eccentricità di 0,0758411, inclinata di 14,09916° rispetto all'eclittica.
Sebbene molto vicino agli asteroidi della famiglia Eunomia, non appare correlato a questi.
Il suo nome è in onore di Elise Helwerth-Wolf, la madre dello scopritore.